# Pseudomonardia neurolygoides
Pseudomonardia neurolygoides är en tvåvingeart som beskrevs av Jaschhof 2003. Pseudomonardia neurolygoides ingår i släktet Pseudomonardia och familjen gallmyggor. Inga underarter finns listade i Catalogue of Life.